# Mỹ Đức (An Giang)
Mỹ Đức is een xã in het district Châu Phú, een van de districten in de Vietnamese provincie An Giang in de Mekong-delta. Mỹ Đức ligt op de westelijke oever van de Hậu, even ten zuiden van Khánh Hòa.